# Chyžky (szczyt)
Chyžky (1342 m) – dwuwierzchołkowy szczyt w Wielkiej Fatrze w Karpatach Zachodnich na Słowacji. Znajduje się tuż po południowo-zachodniej stronie przełęczy Chyžky (ok. 1330 m), oddzielającej go od szczytu Ploská (1532 m). Wierzchołek zachodni porasta las, wschodni, niższy jest trawiasty. W południowo-zachodnim kierunku od zachodniego szczytu Chyžek grzbiet łagodnie wznosi się do Koniarek (Koniarky, 1440 m). Porośnięte lasem stoki północno-zachodnie opadają do Necpalskiej doliny (Necpalská dolina). Stoki południowo-zachodnie, w górnej części trawiaste, niżej porośnięte lasem opadają do Zelenej doliny (odnoga Revúckiej doliny). Nieco pod grzbietem znajduje się na nich pasterski Salaš pod Chyžkami.
Chyžky to mało wybitne, niewielkie wzniesienie w grzbiecie Wielkiej Fatry. Zaliczane jest do tzw. Halnej Fatry (słow. Hôľna Fatra) – części gór, która charakteryzuje się wysokogórską, lecz generalnie dość łagodną rzeźbą terenu i występowaniem rozległych łąk górskich sztucznie obniżonego tu piętra alpejskiego w strefach grzbietowych. Nadal prowadzony jest na nim wypas owiec
Przez zachodni wierzchołek prowadzi szlak turystyczny – Magistala Wielkofatrzańska (Veľkofatranská Magistrála). 

## Szlaki turystyczne
odcinek: Chata pod Borišovom – Nad Studeným –  Ploská – Chyžky. Deniwelacja 220 m, odległość 3,2 km, czas przejścia 1:20 h, ↓ 50 min
 odcinek: Chyžky – Suchý vrch – Ostredok – Frčkov – Krížna. Deniwelacja 420 m, odległość 7,5 km, czas przejścia 2:10 h, ↓ 1:50 h
  Liptovské Revúce (Vyŝna Revúcá) – Chyžky. Deniwelacja 635 m, odległość 6,9 km, czas przejścia 2:20 h, ↓ 1:39 h
  Chata pod Borišovom – Chyžky. Deniwelacja 130 m, odległość 6,9 km, czas przejścia 50 min, ↓ 30 min